# Lista de presidentes da Câmara Municipal de Euclides da Cunha (Bahia)
Esta é a lista de presidentes da Câmara Municipal de Euclides da Cunha.
| N.º                   | Vereador                         | Imagem                | Partido               | Início do mandato      | Fim do mandato               | Prefeito                                  | Notas |
| --------------------- | -------------------------------- | --------------------- | --------------------- | ---------------------- | ---------------------------- | ----------------------------------------- | ----- |
| 1                     | José Bezerra Neto                |                       | PSD                   | 31 de janeiro de 1951  | 30 de janeiro de 1953        | José Camerino de Abreu (PSD)              |       |
| 1                     | José Bezerra Neto                | 31 de janeiro de 1953 | PSD                   | 30 de janeiro de 1955  |                              | José Camerino de Abreu (PSD)              |       |
| 2                     | Joaquim Silva Dantas             |                       | UDN                   | 31 de janeiro de 1955  | 30 de janeiro de 1957        | Antônio Batista de Carvalho (PSD)         |       |
| 2                     | Joaquim Silva Dantas             | 31 de janeiro de 1957 | UDN                   | 30 de janeiro de 1959  |                              | Antônio Batista de Carvalho (PSD)         |       |
| 3                     | Cecílio Demétrio dos Santos      |                       | PSD                   | 31 de janeiro de 1959  | 30 de janeiro de 1961        | José Bezerra Neto (PSD)                   |       |
| 3                     | Cecílio Demétrio dos Santos      | 31 de janeiro de 1961 | PSD                   | 30 de janeiro de 1963  |                              | José Bezerra Neto (PSD)                   |       |
| 4                     | Raimundo Dantas Lima             |                       | UDN                   | 31 de janeiro de 1963  | 30 de janeiro de 1965        | Antônio Batista de Carvalho (PSD)         |       |
| 4                     | Raimundo Dantas Lima             | 31 de janeiro de 1965 | UDN                   | 30 de janeiro de 1967  |                              | Antônio Batista de Carvalho (PSD)         |       |
|                       | Raimundo Dantas Lima             | ARENA                 | 31 de janeiro de 1967 | 30 de janeiro de 1969  | Joaquim Silva Dantas (ARENA) |                                           |       |
| 31 de janeiro de 1969 | Raimundo Dantas Lima             | ARENA                 | 30 de janeiro de 1971 |                        | Joaquim Silva Dantas (ARENA) |                                           |       |
| 5                     |                                  |                       | ARENA                 | 31 de janeiro de 1971  | 30 de janeiro de 1973        | Antenor Dantas de Andrade (ARENA)         |       |
| 6                     | Jaime Amorim da Silva            |                       | ARENA                 | 31 de janeiro de 1973  | 30 de janeiro de 1975        | Enock Canário de Araújo (ARENA)           |       |
| 6                     | Jaime Amorim da Silva            | 31 de janeiro de 1975 | ARENA                 | 31 de janeiro de 1977  |                              | Enock Canário de Araújo (ARENA)           |       |
| 7                     |                                  |                       | ARENA                 | 1 de fevereiro de 1977 | 1 de fevereiro de 1979       | Juviniano Gomes dos Santos (ARENA)        |       |
| 8                     |                                  |                       | PDS                   | 1 de fevereiro de 1979 | 1 de fevereiro de 1981       | Juviniano Gomes dos Santos (ARENA)        |       |
| 9                     |                                  |                       | PDS                   | 1 de fevereiro de 1981 | 1 de fevereiro de 1983       | Juviniano Gomes dos Santos (ARENA)        |       |
| 10                    |                                  |                       | PDS                   | 1 de fevereiro de 1983 | 1 de fevereiro de 1985       | José Renato de Abreu Campos (PDS)         |       |
| 11                    |                                  |                       | PDS                   | 1 de fevereiro de 1985 | 1 de fevereiro de 1987       | José Renato de Abreu Campos (PDS)         |       |
| 12                    |                                  |                       | PDS                   | 1 de fevereiro de 1987 | 1 de janeiro de 1989         | José Renato de Abreu Campos (PDS)         |       |
| 13                    | Antônio Avelino de Santana       |                       | PFL                   | 1 de janeiro de 1989   | 1 de janeiro de 1991         | José Nunes Soares (PFL)                   |       |
| 14                    | José Dantas Lima                 |                       | PFL                   | 1 de janeiro de 1991   | 1 de janeiro de 1993         | José Nunes Soares (PFL)                   |       |
| 15                    | Bolivar Francisco Alves          |                       | PDS                   | 1 de janeiro de 1993   | 1 de janeiro de 1995         | José Raimundo Moura da Costa (PFL)        |       |
| 16                    | Jonas Rodrigues de Abreu         |                       | PFL                   | 1 de janeiro de 1995   | 1 de janeiro de 1997         | José Raimundo Moura da Costa (PFL)        |       |
| 17                    | Martha Terezinha Campos de Abreu |                       | PL                    | 1 de janeiro de 1997   | 1 de janeiro de 1999         | Atayde José da Silva (PFL)                |       |
| 18                    | Bolivar Francisco Alves          |                       | PFL                   | 1 de janeiro de 1999   | 1 de janeiro de 2001         | Atayde José da Silva (PFL)                |       |
| 19                    | Lenir Maria Mori                 |                       | PFL                   | 1 de janeiro de 2001   | 1 de janeiro de 2003         | José Renato de Abreu Campos (PL)          |       |
| 20                    | Francisco Assis de Melo          |                       | PL                    | 1 de janeiro de 2003   | 1 de janeiro de 2005         | José Renato de Abreu Campos (PL)          |       |
| 21                    | Hilton de Abreu Celestino        |                       | PFL                   | 1 de janeiro de 2005   | 1 de janeiro de 2007         | Rosângela Lemos Maia de Abreu (MDB)       |       |
| 21                    | Hilton de Abreu Celestino        | 1 de janeiro de 2007  | PFL                   | 1 de janeiro de 2009   |                              | Rosângela Lemos Maia de Abreu (MDB)       |       |
| 22                    | Romilda Lisboa Costa             |                       | DEM                   | 1 de janeiro de 2009   | 1 de janeiro de 2011         | Maria de Fátima Nunes Soares (DEM)        |       |
| 23                    | Francisco Assis de Melo          |                       | PMDB                  | 1 de janeiro de 2011   | 1 de janeiro de 2013         | Maria de Fátima Nunes Soares (DEM)        | [ 2 ] |
| 24                    | Ireno Barreto Miranda            |                       | PSD                   | 1 de janeiro de 2013   | 1 de janeiro de 2015         | Maria de Fátima Nunes Soares (DEM)        | [ 3 ] |
|                       | Ireno Barreto Miranda            | PROS                  | 1 de janeiro de 2015  | 1 de janeiro de 2017   |                              | Maria de Fátima Nunes Soares (DEM)        |       |
| 25                    | Bolivar Francisco Alves          |                       | PDT                   | 1 de janeiro de 2017   | 1 de janeiro de 2019         | Luciano Pinheiro Damasceno e Santos (PDT) |       |
| 26                    | João Batista Pires Reis          |                       | PDT                   | 1 de janeiro de 2019   | 1 de janeiro de 2021         | Luciano Pinheiro Damasceno e Santos (PDT) | [ 4 ] |
| 26                    | João Batista Pires Reis          | 1 de janeiro de 2021  | PDT                   | 1 de janeiro de 2023   |                              | Luciano Pinheiro Damasceno e Santos (PDT) |       |
| 26                    | João Batista Pires Reis          | 1 de janeiro de 2023  | PDT                   | 1 de janeiro de 2025   | [ 5 ]                        | Luciano Pinheiro Damasceno e Santos (PDT) |       |
| 26                    | João Batista Pires Reis          | 1 de janeiro de 2025  | PDT                   | Em exercício           | Helder Macedo da Silva (PDT) |                                           |       |